# فرانسیس کارمونت
فرانسیس کارمونت (انگلیسی: Francis Carmont؛ زادهٔ ۱۱ اکتبر ۱۹۸۱) ورزشکار هنرهای رزمی ترکیبی اهل فرانسه است.